# VM i bandy 1975
Verdensmesterskabet i bandy 1975 var det 9. VM i bandy gennem tiden, og mesterskabet blev arrangeret af Federation of International Bandy. Turneringen havde deltagelse af fire hold og blev afviklet i byerne Tornio, Oulu, Kemi, Varkaus, Mikkeli, Lappeenranta, Imatra og Espoo i Finland i perioden 25. januar – 2. februar 1975.
Mesterskabet blev vundet af de forsvarende verdensmestre fra Sovjetunionen foran Sverige med Finland på tredjepladsen. Det var Sovjetunionens 9. VM-titel i træk, og det sovjetiske hold havde vundet alle VM-turneringerne indtil da. Sverige vandt sølv- og Finland bronzemedaljer for fjerde VM i træk.
Mesterskabet var bemærkelsesværdigt, fordi Sovjetunionen for første gang tabte en VM-kamp. I holdets første kamp mod Sverige sejrede svenskerne med 3-1. Senere i turneringen tog det sovjetiske hold imidlertid revanche og vandt holdenes anden indbyrdes kamp med 7-2, og så sluttede mesterskabet som det plejede – med guldmedaljer til Sovjetunionen.

## Resultater
De fire hold spillede en dobbeltturnering, så alle holdene mødte hinanden to gange. Sejre gav 2 point, uafgjorte 1 point, mens nederlag gav 0 point.
| Dato  | Kamp                    | Res.  | Spillested   |
| ----- | ----------------------- | ----- | ------------ |
| 25.1. | Finland – Norge         | 2–1   | Oulu         |
| 25.1. | Sovjetunionen – Sverige | 1–3   | Tornio       |
| 26.1. | Finland – Sverige       | 2–3   | Kemi         |
| 26.1. | Sovjetunionen – Norge   | 8–0   | Oulu         |
| 28.1. | Sverige – Norge         | 6–0   | Varkaus      |
| 28.1. | Finland – Sovjetunionen | 04–12 | Mikkeli      |
| 29.1. | Sovjetunionen – Sverige | 7–2   | Mikkeli      |
| 30.1. | Finland – Norge         | 2–2   | Lappeenranta |
| 1.2.  | Finland – Sverige       | 3–6   | Mikkeli      |
| 1.2.  | Sovjetunionen – Norge   | 14–20 | Imatra       |
| 2.2.  | Sverige – Norge         | 8–1   | Espoo        |
| 2.2.  | Finland – Sovjetunionen | 0–5   | Mikkeli      |

| Plac. | Hold          | Kampe | + Mål − | Point |
| ----- | ------------- | ----- | ------- | ----- |
| 1.    | Sovjetunionen | 6     | 47-11   | 10    |
| 2.    | Sverige       | 6     | 28-14   | 10    |
| 3.    | Finland       | 6     | 13-29   | 3     |
| 4.    | Norge         | 6     | 06-40   | 1     |